# Skakuszka
Skakuszka (Notomys) – rodzaj ssaków z podrodziny myszy (Murinae) w obrębie rodziny myszowatych (Muridae).

## Rozmieszczenie geograficzne
Rodzaj obejmuje gatunki występujące endemicznie w Australii.

## Morfologia
Długość ciała (bez ogona) 76–125 mm, długość ogona 105–173 mm, długość ucha 15–29 mm, długość tylnej stopy 31–40 mm; masa ciała 26–60 g.

## Systematyka
Rodzaj zdefiniował w 1842 roku francuski zoolog René Lesson w książce swojego autorstwa zatytułowanej Nowa tabela królestwa zwierząt: ssaki. Na gatunek typowy Thomas wyznaczył (oznaczenie monotypowe) skakuszka południowa (N. mitchellii). 

### Etymologia
- Notomys: gr. νοτος notos ‘południe’; μυς mus, μυός muos ‘mysz’[9].
- Podanomalus: πους pous, ποδος podos ‘stopa’; ανωμαλος anōmalos ‘nierówny, nieregularny, dziwny, niespójny, anomalny’, od negatywnego przedrostka αν- an-; ομαλος omalos ‘równy’[10]. Gatunek typowy (oznaczenie monotypowe): Hapalotis longicaudatus Gould, 1844.
- Thylacomys: gr. θυλακος thulakos ‘kieszonka’; μυς mus, μυός muos ‘mysz’[11]. Gatunek typowy (oznaczenie monotypowe): Hapalotis cervinus Gould, 1851.
- Ascopharynx: gr. ασκος askos ‘torba’; φαρυνξ pharunx ‘gardło”[12].

### Podział systematyczny
Do rodzaju należą następujące współczesne gatunki:
| Grafika | Gatunek               | Autor i rok opisu                  | Nazwa zwyczajowa        | Podgatunki         | Rozmieszczenie geograficzne | Podstawowe wymiary                              | Status IUCN |
| ------- | --------------------- | ---------------------------------- | ----------------------- | ------------------ | --- | ----------------------------------------------- | ----------- |
|         | Notomys cervinus      | (Gould, 1853)                      | skakuszka płowa         | gatunek monotypowy | ograniczony do Channel Country (południowo-zachodni Queensland) i kotlina jeziora Eyre | DC: 9,5–12 cm DO: 10,5–16 cm MC: 30–50 g        | NT          |
|         | Notomys macrotis      | O. Thomas, 1921                    | skakuszka wielkoucha    | gatunek monotypowy | znany z dwóch żywych okazów zebranych w pobliżu rzeki Moore (Australia Zachodnia) oraz obszernych szczątków subfosylnych z zachodnio-centralnego Wheatbelt w Australii Zachodniej                                      | DC: brak danych DO: brak danych MC: brak danych | EX          |
|         | Notomys longicaudatus | (Gould, 1844)                      | skakuszka długoogonowa  | gatunek monotypowy | znany z niedawnych okazów w Australii Zachodniej i Terytorium Północnym oraz szczątków subfosylnych w Australii Południowej                                                                                            | DC: brak danych DO: brak danych MC: około 100 g | EX          |
|         | Notomys fuscus        | (Wood Jones, 1925)                 | skakuszka ciemna        | gatunek monotypowy | suche tereny w głębi lądu, we wschodniej pustyni Simpsona i południowej pustyni Strzeleckiego (południowo-zachodni Queensland i Australia Południowa) i na dalekim północnym zachodzie Nowej Południowej Walii         | DC: 7,6–11,5 cm DO: 11,5–15,5 cm MC: 26–55 g    | VU          |
|         | Notomys aquilo        | O. Thomas, 1921                    | skakuszka północna      | gatunek monotypowy | Groote Eylandt (Terytorium Północne) (wszystkie potwierdzone zapisy po 2000 roku) | DC: 8,5–11,5 cm DO: 15–17,3 cm MC: 28– g        | EN          |
|         | Notomys mitchellii    | (Ogilby, 1838)                     | skakuszka południowa    | gatunek monotypowy | zasięg nieciągły w półpustynnych rejonach południowej Australii (Australia Zachodnia, Australia Południowa i zachodnia Wiktoria)                                                                                       | DC: 10–12,5 cm DO: 14–15,5 cm MC: 40–60 g       | LC          |
|         | Notomys mordax        | O. Thomas, 1922                    | skakuszka kąsająca      | gatunek monotypowy | znany tylko z obszaru Darling Downs (południowo-wschodni Queensland) | DC: brak danych DO: brak danych MC: brak danych | EX          |
|         | Notomys alexis        | O. Thomas, 1922                    | skakuszka australijska  | 3 podgatunki       | wewnętrzna część Australii Zachodniej, Terytorium Północnego, Australia Południowej i południowo-zachodniego Queensland                                                                                                | DC: 9–11,5 cm DO: 11,5–15 cm MC: 27–50 g        | LC          |
|         | Notomys robustus      | Mahoney, M.J. Smith & Medlin, 2008 | skakuszka wielka        | gatunek monotypowy | znany z Gór Flindersa i Davenport (Australia Południowa) | DC: brak danych DO: brak danych MC: brak danych | EX          |
|         | Notomys amplus        | Brazenor, 1936                     | skakuszka krótkoogonowa | gatunek monotypowy | znany z dwóch żywych okazów z miejsca typowego (Charlotte Waters) i pojedynczego okazu z Burt Plain z Alice Springs (Terytorium Północne); znaleziony także w wypluwkach sów w Górach Flindersa (Australia Południowa) | DC: brak danych DO: brak danych MC: około 100 g | EX          |

Kategorie IUCN:  LC  – gatunek najmniejszej troski,  NT  – gatunek bliski zagrożenia,  VU  – gatunek narażony,  EN  – gatunek zagrożony,  EX  – gatunek wymarły.
Opisano również gatunek wymarły ze środkowego plejstocenu dzisiejszego Queenslandu:
- Notomys magnus Vakil, Cramb, Price, Webb & Louys, 2023